# Финансист
Финанси́ст (фр. financier, произносится [finɑsje]) — термин, характеризующий человека, который обычно имеет дело с большими объемами денежных средств и, как правило, занимается финансированием проектов, крупномасштабным инвестированием или управлением капитала. Термин происходит от французского слова «финансирование», «оплата». Термин «финансист» обычно характеризует богатых и могущественных людей.
Финанси́ст — специалист в области финансовых операций.
Термин также может означать человека, занимающегося особо крупными финансовыми операциями (например, предоставлением больших сумм в кредит, финансированием проектов, крупными инвестициями, управлением крупными денежными средствами, рискованными, но высокодоходными (т. н. венчурными) инвестициями в бизнес-проекты, и т. п.).
На латыни термин «финансы» означает «окончание», «финиш» — завершение денежных расчетов населения с государством. Французы, предпочитающие все и вся переиначивать, понятием «finance» нарекли наличность, доход.
Словарь банковских терминов[какой?] дает такое определение: «финансист — специалист, ведущий крупные денежные операции на легитимной основе».
Рынок, инвестиции, внедрение нового товара, реклама, конкурентоспособность — поле деятельности для современного финансиста. Молодой специалист должен представлять, куда вложить капитал, чтобы получить большую выгоду. Если финансист неопытен или имеет недостаточную квалификацию, он может неправильно вложить эти средства, вследствие чего они могут пропасть. Современный финансист обязан знать все тонкости рыночной экономики, нюансы инвестирования перспективных проектов, особенности рекламного бизнеса, уметь оценивать конкурентоспособность и участвовать во внедрении новых товаров. Он должен отчетливо представлять как с наибольшей выгодой можно вложить капитал. Профессия финансиста требует высокой квалификации, а также опыта и умения аналитически мыслить, иначе есть риск неправильного вложения средств, что может привести к их потере.
К разряду финансистов могут быть отнесены банкиры, профессиональные инвесторы, трейдеры. Финансовый директор — специалист, который играет одновременно три роли — бухгалтера, экономиста и финансиста.

## Профессиональный праздник
В России День финансиста празднуется 8 сентября. Праздник установлен Указом Президента Российской Федерации от 19.08.2011 г. № 1101. 8 сентября 1802 года манифестом Александра I «Об учреждении министерств» было образовано Министерство финансов.]